# Conferencia de La Habana
La conferencia de La Habana de 1946 fue un histórico encuentro de la mafia estadounidense, del Sindicato del crimen judío y líderes de la Cosa Nostra en La Habana, Cuba. Supuestamente organizada por Charles "Lucky" Luciano, la conferencia se celebró para discutir asuntos políticos, normas de actuación e intereses de negocio. A la conferencia acudieron delegaciones que representaban a las familias del crimen de todos los Estados Unidos. Se celebró durante la semana del 22 de diciembre de 1946 en el Hotel Nacional. Se considera esta conferencia como el encuentro más importante desde la conferencia de Atlantic City de 1929.

## Regulación del comercio de narcóticos
Uno de los temas clave de la convención de La Habana fue el comercio mundial de narcóticos y operaciones de la mafia en los Estados Unidos. Un mito de larga data ha sido la supuesta negativa de Luciano y la Cosa Nostra para tratar de estupefacientes. En realidad, solo unos pocos patrones, como Frank Costello y otros jefes que controlaban imperios lucrativos de juego, eran opuestos al tráfico de narcóticos. La facción antidroga creía que la Cosa Nostra no necesitaba de las ganancias de narcóticos y estupefacientes porque atraería la atención de los medios de comunicación, del público general y de la ley en particular, porque se considera que es una actividad muy perjudicial, a diferencia de los juegos de azar. La facción prodroga, afirmaba que los narcóticos eran mucho más rentable que cualquier otra actividad ilegal. Además, si la Cosa Nostra ignoraba el tráfico de drogas, otras organizaciones criminales no lo harían y en algún momento disminuiría el poder e influencia de la Cosa Nostra. Luciano mismo tuvo una larga participación en el tráfico de drogas, comenzando como vendedor callejero de poca monta en la década de 1910. En 1928, después del asesinato de Arnold "The Big Bankroll" Rothstein, Luciano y Louis "Lepke" Buchalter se hicieron cargo de una gran operación de importación de drogas Rothstein. Desde la década de 1920, la Cosa Nostra había estado involucrada en la importación de drogas (heroína, cocaína y marihuana) en América del Norte. En la década de 1930, la organización comenzó a transportar narcóticos desde el Triángulo de Oro en el este de Asia y América del Sur hacia Cuba y la Florida. Existía una asociación desde hacía mucho tiempo la de la mafia estadounidense con el gobierno de Cuba sobre los intereses de juego como casinos, junto con sus inversiones en negocios legítimos en la isla caribeña, lo que los colocaba en condiciones de utilizar sus conexiones políticas y el inframundo para convertir Cuba en una de sus escalas de importación de narcóticos o puntos de contrabando donde las drogas podrían ser almacenadas, y luego colocarlas en barcos o en plataformas petroliferas, en el mar antes de continuar hacia Canadá y Estados Unidos a través de Montreal y Florida entre los puertos utilizados por los asociados de Luciano.

### Luciano deportado a Italia
Con la deportación de Luciano a Italia, ahora tenía la oportunidad de importar heroína desde el norte de África a través de Italia y Cuba hacia los EE. UU. y Canadá. Luciano hizo conexiones con grandes jefes de Sicilia como Don Calogero "Calo" Vizzini de Villalba, quien asistió la invasión de los aliados de Sicilia y tuvo las mayores conexiones políticas de todos los jefes sicilianos. Por otra parte, Don Pasquale Ania, un jefe de gran alcance en Palermo que tenía conexiones con empresas farmacéuticas legítimas, porque la fabricación a gran escala de heroína en Italia era legal en ese momento. Durante la conferencia de La Habana, Luciano detalló la red de drogas propuesta a los jefes. Después de llegar a Cuba desde el norte de África, la mafia enviaría los estupefacientes a los puertos de Estados Unidos que controlaba, principalmente la ciudad de Nueva York, Nueva Orleans y Tampa.

### Organizando la red en Estados Unidos
Los narcóticos enviados a los muelles de Nueva York serían supervisados por la familia criminal Luciano (más tarde Genovese) y la familia criminal Mangano (más adelante Gambino). En Nueva Orleans, la operación sería supervisada por la familia del crimen de Marcello, dirigida por Carlos "Little Man" Marcello. En Tampa, los envíos de narcóticos serían supervisados por la familia del crimen Trafficante dirigida por Santo Trafficante Jr. Los delegados de convenciones de La Habana votaron por aprobar el plan.

### Se arma una red internacional
Luciano construyó una organización de drogas en gran escala que abarcaba Italia y Estados Unidos. Uno de los tenientes de Luciano para el tráfico de narcóticos en Siculiana, Sicilia, fue su antiguo socio de Nueva York Nicola "Zu Cola" Gentile, que supervisó todas las operaciones de drogas en la provincia Agrigento de Lucky Luciano y su socio Don Giuseppe Settecasi, el Capo provincial de Agrigento. Un delegado de alto nivel de Luciano en la «red Caneba» de la península italiana fue Antonio Farina, quién enviaba los narcóticos a sus socios de EE. UU. en Nueva York (familia criminal Mangano) como Albert Anastasia, Frank "Don Cheech" Scalise, Jack Scarpulla, Peter Beddia y Matthew "Matty" Cuomo.

### La red en tierra firme italiana
Un aliado de larga data de Luciano, Frank "Fingers" Coppola, dirigió el «Clan Partinico» siciliano. Este era un grupo satélite afiliado a la Asociación de Detroit o familia Zerilli liderados por el jefe Joseph "Joe Z." Zerilli y jefes asociados o aliados de Detroit, John "Papa John" Priziola, Angelo Meli , y Rafaelle Quasarano. La familia del crimen de Detroit luego enviaba los narcóticos a sus nuevos contactos York, Giovanni "Big John" Ormento, de la familia del crimen de Lucchese, Carmine "Lilo" Galante y Natale "Joe Diamonds" Evola de la familia del crimen de Bonanno, Frank "Cheech" Livorsi de la familia criminal Luciano, y Joseph "Joe Bandy" Biondo de la familia criminal Mangano. Estos contactos luego distribuían la droga a lo largo de la costa este.
Otros lugartenientes Luciano trabajo la Italia continental incluían a deportados de Estados Unidos de América, como Frank Barone y Giuseppe Arena en Roma, Frank Pirico, Frank Saverino and Giovanni Maugeri en Milán, Salvatore DiBella en Naples, y el exsoldado de la familia criminal Mangano, Joseph "Joe Peachy" Pici en Milán y Génova..

### Grupos de distribución en Estados Unidos y Canadá
Otros grupos de distribución en Estados Unidos que trabajaron con Luciano y sus aliados estaban "The Gang Bellanca", hermanos, Antonio, José y Sebastián "Benny Blanca" Bellanca y Gaetano "Tommy" Martino de la familia criminal Mangano . Luego estaba el grupo de SSettimo "Big Sam" Accardi , Joseph "Joe Hoboken" Stassi y sus hermanos, Frank y Anthony Stassi, Granza Anthony, Vicente Ferrara y Cirillo Louis que trabajaba para Albert "El Sombrerero Loco" Anastasia y Carlo "Carl" Gambino . Incluso con toda la animosidad creciente Lucky Luciano no podía dejar fuera a su antiguo socio, Vito "Don Vito" Genovese que tenía su grupo de distribuidores como Anthony "Tony Bender" Strollo, Vincent "Vinnie Bruno" Mauro, Frank "The Bug" Caruso, Salvatore "Sam" Maneri, Vincent "Chin" Gigante y Joseph "Joe Cago" Valachi que se asociaron con la "Red Papalia-Agueci" de la familia criminal Magaddino de Buffalo y dirigida por sus miembros, John "Johnny Pops" Papalia y Alberto Agueci de Hamilton and Toronto, Ontario.

### Aparece la conexión francesa
Fue la primera operación de la mafia fue una de muchas operaciones individuales conectadas o afiliados al famoso anillo de distribución de heroína "French Connection" de la mafia francesa de Córcega o Unione Corse. En la década de 1950 los sicilianos y los estadounidenses organizaron en conjunto esta operación de narcóticos que con el tiempo se convertiría en una de la mayores operaciones mundiales de narcóticos nunca efectuada. Esta famosa operación conjunto estadounidense-siciliana llegó a ser conocido como la " Pizza Connection " y se consolidó entre las dos organizaciones mafiosas en la cumbre de la mafia celebró en el Grand Hotel des Palmes en Palermo, Sicilia, en octubre de 1957.
Salvatore y Ugo Caneba asesoraron a Luciano y fueron los supervisores de la famosa operación de heroína que controlaba la parte continental de Italia y los Estados Unidos, la "Red Caneba", que suministra heroína de alta calidad de grado farmacéutico. La red de narcóticos de Luciano red era grande y compleja y tenía muchos ex aliados de Estados Unidos de su edad, deportados para ayudarle a dirigir su imperio a lo largo de la década de 1940. La principal droga importada por la red de Luciano en ese momento era la heroína y las principales fuentes eran "clanes" franceses del hampa que conformaban el núcleo del Sindicato Unione Corse, o Mafia francesa . El "Clan corso" estaba encabezado por los poderosos jefes Antoine D'Agostino, Jean Baptiste Croce y Mondolini Paul, mientras que el "Clan Marsella" se componía de 4 grupos. Estos 4 grupos de poder incluían hermanos, Antoine y Barthelemy "Meme" Guerini, hermanos, Dominique y Jean Venturi, hermanos, Marcel, Xavier y Jean Francisci, y José Orsini. Auguste Joseph Ricord era otro jefe que se convirtió en parte de la Unione Corse en el 1960s-70s. Estos dos "clanes", dominaron el hampa francesa desde finales de 1940 a finales de 1960, con el suministro de Luciano y sus aliados de la mafia con grandes cantidades de heroína hasta que el anillo heroína conocida como la "conexión francesa" empezó a desmoronarse en 1972 con la detención de uno de sus principales jefes, Joseph Auguste Ricord.

### Se desmorona la conexión francesa
El imperio de narcóticos Luciano continuó creciendo y prosperando con la ayuda de sus socios de Estados Unidos. Muchos de los socios de Luciano en el imperio de narcóticos eran delegados en la conferencia de La Habana como José "El Viejo" Profaci que una vez fue el mayor importador de aceite de oliva y pasta de tomate en Estados Unidos y silenciosamente usó su negocio de importación de alimentos para el contrabando de estupefacientes por décadas, Gaetano "Tommy Brown" Lucchese, un viejo aliado de Luciano desde sus días como los niños en las calles de Nueva York y quien junto al brazo de distribución de narcóticos, el Crew 107th St. de la familia criminal Lucchese que controlaba toda la distribución de heroína en Harlem, Nueva York.

### Expansión a Canadá
Sin lugar a duda, uno de los arquitectos de la red de heroína estadounidense y una pareja de Luciano bien conocido y poderoso jefe de la mafia de Nueva York, Joseph "Joe Bananas" Bonanno, el patriarca de la familia criminal Bonanno, quien junto con la ayuda de su primo, el jefe de la familia criminal Buffalo, Stefano "The Undertaker" Magaddino dirigió la expansión de la mafia norteamericana en Canadá. Las familias criminales Bonanno y Magaddino de Nueva York y Buffalo abrieron en la década de 1950, en Montreal y Toronto, grupos satélites u operaciones individuales conectadas con la famosa "French Connection", pero con el tiempo estos grupos satélites se convertirían en familias criminales poderosas que controlaban masivas redes de distribución de narcóticos que siguen funcionando hasta hoy. Todas las redes de narcotráfico mencionadas ayudaron a destruir el mito de que Charlie Luciano y la Cosa Nostra estaban en contra de los narcóticos. Cuando el presidente cubano Fulgencio Batista y Zaldívar fue derrocado finalmente por Fidel Castro en 1959, la Mafia tuvo que buscar otro sitio para el desembarco y sus instalaciones de almacenamiento para envíos de narcóticos. Esto los convirtió en enemigos políticos de la Revolución cubana.

## Asistentes a la conferencia de La Habana
Lista de los personajes del crimen organizado que asistieron a la conferencia de La Habana el 22 de diciembre de 1946 en el Hotel Nacional, en La Habana, Cuba.

### Anfitriones
- Charlie "Lucky" Luciano, exjefe de la familia Luciano, expresidente, cofundador y miembro de la Comisión. Luciano vivía en Nápoles, Italia. Después de la reunión, fue nombrado jefe de los jefes de Estados Unidos.
- Meyer "The Little Man" Lansky, jefe del sindicato del crimen judío, un alto asesor financiero y de las operaciones de juegos de azar de la mafia italiana en Estados Unidos y testaferro de las operaciones de casino en Las Vegas, Cuba y Bahamas.

### DelegaciónNueva York-Nueva Jersey
- Frank "El Primer Ministro" Costello, Jefe de la Familia criminal Luciano, miembro de la Comisión.
- Quarico "Willie Moore" Moretti, subjefe de la familia criminal Luciano
- Albert "El Sombrerero Loco" Anastasia, subjefe de la familia criminal Mangano y futuro jefe.
- Joseph "Joe Bananas" Bonanno, jefe de la familia Bonanno, miembro fundador de la Comisión.
- Gaetano "Tommy Brown" Lucchese, subjefe de la familia criminal Gagliano y futuro jefe.
- Giuseppe "El Viejo" Profaci, jefe de la familia criminal Colombo y miembro fundador de la Comisión.
- Giuseppe "Obeso Joe" Magliocco, subjefe de la familia criminal Profaci.
- Vito "Don Vito" Genovese, caporegime de la familia criminal Luciano y futuro jefe.
- Giuseppe "Joe Adonis" Doto, caporegime de la familia criminal Luciano.
- Anthony "Little Augie Pisano" Carfano, caporegime de la familia criminal Luciano.
- Michele "Big Mike" Miranda, caporegime de la familia criminal Luciano y futuro Consigliere.

### Delegación deChicago
- Anthony "Joe Batters" Accardo, jefe del equipo de Chicago y miembro de la Comisión.
- Charles "Gatillo feliz" Fischetti, Consigliere del equipo de Chicago.
- Sam Giancana, Jefe de fachada del equipo de Chicago.

### Delegación deBuffalo
- Stefano "The Undertaker" Magaddino, jefe de la familia criminal de Buffalo, miembro fundador de la Comisión.

### Delegación deNueva Orleans
- Carlos "Pequeñin" Marcello, jefe de la familia criminal de Nueva Orleans (algunos historiadores de la mafia disputan su posición en este momento).

### Delegación deTampa
- Santo "Louie Santos" Trafficante Jr., caporegime de la familia de Tampa. Se trasladó a La Habana en 1946 para supervisar los casinos de la Cosa Nostra y los intereses empresariales de la familia criminal de Tampa; futuro jefe de la familia de Tampa.

### Delegación del Sindicato judío
- Abner "Longy" Zwillman, jefe del Sindicato judío de Nueva Jersey, miembro de la Comisión Nacional de Sindicato.
- Morris "Moe" Dalitz, jefe del Sindicato judío de Cleveland, hombre a cargo del casino Desert Inn de Las Vegas.
- Joseph "Doc" Stacher, jefe del Sindicato judío de Nueva Jersey, hombre a cargo del casino Sands Hotel de Las Vegas.
- Philip "Dandy Phil" Kastel, jefe del Sindicato judío de Luisiana. A cargo de las operaciones de máquinas tragamonedas y de los Casinos Tropicana de Las Vegas, de parte de Frank Costello.

## Misceláneas
Mientras Luciano creía que Vito Genovese había avisado al gobierno de los EE. UU. sobre su paradero en Cuba, él no vivió para averiguar que fue "Joe Bananas" Bonanno quien avisó a los diarios de la ciudad de Nueva York sobre el paradero de Luciano en Cuba en febrero de 1947. Joseph Bonanno era muy respetado y temido, pero también era despiadado y muy ambicioso y siempre había aspirado a ser coronado capo di tutti capi, "jefe de jefes", al igual que su antiguo jefe y mentor Salvatore Maranzano. Esta información de la traición de Joseph Bonanno fue recogida por el exagente del FBI William Roemer, quien recibió el dato por parte de varios de sus antiguos colegas del FBI. "Bill" Roemer detalla esto entre las páginas 132 y 142 de su libro de 1990 La guerra de los padrinos.

## En la cultura popular
La película El padrino II, de 1974, cuenta con un homenaje a la conferencia de La Habana, cuando el personaje de Michael Corleone, interpretado por Al Pacino, viaja a La Habana para celebrar una reunión con varios otros jefes de la mafia.

### Desarrollos relacionados
- Nugan Hand Bank
- Banco Internacional de Crédito y Comercio
- Tráfico de drogas de la CIA
- Conexión francesa
- Narcotráfico en Cuba
- Producción de opio en Afganistán
- The Politics of Heroin in Southeast Asia. CIA complicity in the global drug trade
- Barry & 'the Boys': The CIA, the Mob and America's Secret History

### Artículos similares
- Reunión en el Grand Hotel des Palmes

### Listas relacionadas
- Anexo:Bibliografía sobre la CIA